# Mohamed A. El-Erian
Mohamed Un. El-Erian (Árabe egipcio: [mæˈħæmmæd elʕeɾˈjæːn]; 19 de agosto de 1958) es Jefe Asesor Económico en la compañía multinacional de servicios financieros Allianz. Anteriormente fue CEO y responsable jefe de Inversión de PIMCO, empresa de inversión global con aproximadamente $2 billones en depósitos (diciembre de 2013). PIMCO es una compañía de Allianz.
El-Erian fue también asesor de Desarrollo Global del presidente Obama.

## Biografía
El-Erian comenzó su carrera como director gestor de Citigroup en Londres. Posteriormente estuvo 15 años en el FMI en Washington D. C., donde fue Subdirector del Fondo. Tras un breve paréntesis, fue nombrado CEO en PIMCO y fue responsable de estrategia del grupo. Es también cofundador de Enuncia Bruto,  empresa de inversión. Regresó a PIMCO al final de 2007 después de servir para dos años cuando presidente y CEO de Compañía de Administración del Harvard, la entidad que dirige la dotación de Harvard y relacionó cuentas. Sirva como miembro de la facultad de Harvard Escuela Empresarial. Es actualmente un miembro del Harvard Consejo consultivo Global.
El-Erian Primero unido PIMCO en 1999 y era un miembro sénior de su administración de carpeta y grupo de estrategia de la inversión.
Encima 21 de diciembre de 2012, Presidente Obama anunció la cita de El-Erian como la Silla del consejo de Desarrollo Global del presidente.

## Educación y vida tempranas
El-Erian nació en la ciudad de Nueva York pero pasó su niñez en Egipto. La familia volvió a Nueva York en 1968 cuando su padre fue contratado por las Naciones Unidas. También acompañó a su padre en otros destinos diplomáticos en el extranjero, incluyendo el de embajador en Francia (1971-73), regresando a Egipto solo para visitas cortas.
Después de asistir a la escuela de St. John, Leatherhead, una escuela de abordaje en el Reino Unido, obteniendo una beca de entrada a Reinas' Universidad, Cambridge y recibiendo unos primeros honores de clase undergraduate grado en economía,  obtenga maestro es y grados de doctorado en economía de Oxford Universidad. En junio de 2011, El-Erian recibió doctorado honorífico de la Universidad americana en Cairo.

## Carrera
El-Erian Resuelto en los Estados Unidos en 1983, tomando una posición en el Fondo Monetario Internacional en Washington, D.C.
El-Erian Ha publicado ampliamente en internacional económico y temas de finanza. Es un miembro del Tiempo Financiero "Un-Lista" de escritores, tiene una columna mensual en Política Extranjera y es un editor de contribuir en el FT. Es también un regular op-ed colaborador para Proyectar Syndicate. Sus columnas han aparecido en El Atlánticos, Bloomberg, El Economista, "Negocio Insider", Tiempo Financiero, Fortuna, Newsweek, El Wall Street Journal, El Correo de Washington, El Financiero Expresa, y otro outlets. Es un columnista para Bloomberg.  Suyo reservar Cuándo Mercados Collide era un New York Times y best seller de Wall Street Journal. El libro ganó el Tiempo Financiero y Goldman Sachs Libro Empresarial del Premio de Año en 2008, estuvo nombrado un libro del año por El Economista, y llamó uno de los libros empresariales mejores de todos los tiempos por El Independientes.
El-Erian Estuvo nombrado a la lista de la política Extranjera de Superiores 100 Pensadores Globales para 2009, 2010, 2011, y 2012. Aparece regularmente encima CNN, CNBC, y Bloomberg así como otros medios de comunicación outlets. En abril de 2013, la política Extranjera le nombró tan uno de las 500 personas más potentes en el planeta. Sea inducted a la Sociedad de Analistas de Ingresos Fija Sala de Fama encima 14 de abril de 2011. En 2011, 2012, y 2013,  esté incluido en Inversión Advisor  anual IA 25 lista honoring las personas más influyentes en y alrededor del advisor comunidad. En diciembre de 2012, Marketwatch le nombró uno de "30 dirigentes quién pondrá el orden del día en 2013" @– la lista anual de la publicación de las personas quién forma corrientes económicas en el año venidero. En septiembre de 2013,  esté reconocido como la Personalidad de Mercados Capital del Año por Inversor de África, una inversión internacional y las comunicaciones agrupan aquello publica una revista principal para los fabricantes de decisión de la inversión de África. Revista de valor, una publicación centrada en alto-@individual de valor neto, nombrados El-Erian a su Poder 100 lista @– "Las 100 Personas Más Potentes en Finanza" @– en 2011, 2012, y 2013. En septiembre de 2012,  esté dado el Premio de Liderazgo Creativo por la Louise Blouin Fundación. En febrero de 2014, el Ukleja Centro honored le con el 2014 Nell y John De madera Ethics en premio de Liderazgo. En julio de 2014, la Red de Cáncer egipcia le dio el Lifetime Premio de Consecución para su soporte de tratamiento de cáncer y curas para niños en Egipto.
El-Erian Ha servido en varios tableros y comités, incluyendo el U.S. Treasury Tomando prestado Comité Aconsejable, el Centro Internacional para Búsqueda en Mujeres, el IMF  Comité de Personas Eminentes, y el Peterson Instituto para Economía Internacional. Es actualmente un miembro de tablero del Carnegie Dotación para Paz Internacional, el NBER, Co-silla de la Campaña Capital para el Universitario y Universidades de Cambridge y Cambridge en América. Encima Marcha 18, 2015, El-Erian estuvo admitido tan Compañero del Gremio de Benefactors, Cambridge Universidad. Es también un miembro de tablero de América Nueva, Universidad de Abdullah del King de Ciencia y Tecnología (KAUST) y El Pegasus Escuela. Desde entonces 2007,  ha servido tan silla de la Inversión de Microsoft Comité Aconsejable.
El-Erian Es un ampliamente reconoció dirigente pensado y, junto con Enuncia Bruto, está abonado con en desarrollo el correo-concepto de crisis financiero global del "Nuevo Normal". Ha publicado comentarios y artículos numerosos en temas relacionaron al Nuevos Normales, la crisis de deuda soberana en Europa, los cambios transformadores que ocurren en el Oriente Medio, y otros asuntos relacionaron a la economía global.
El-Erian Ha hablado en muchas universidades, instituciones públicas y otro outlets, incluyendo la Universidad de California, Irvine, la Nueva York Biblioteca Pública, la Universidad de California Del sur, Cambridge, Oxford, el Newport Playa Biblioteca Pública, y la 92.ª Calle Y. También ha hablado en CFA, FT, y conferencias de Economista. En noviembre de 2007, El-Erian era el chut de serie-fuera hablante del MIT Club egipcio. En 2010,  entregue el Por Jacobsson Conferencia de Fundación en Washington, D. C. En 2012 esté escogido para presentar el Homero Jones Conferencia Conmemorativa en el Banco de Reserva Federal de St. Louis. En octubre de 2012,  entregue el keynote Bagehot en El Economista  Buttonwood Reuniendo en Nueva York. En noviembre de 2013,  entregue el luncheon discurso en el IMF Conferencia de Búsqueda Anual que Ben presentado también Bernanke, Olivier Blanchard, Stanley Fischer, Ken Rogoff, y Larry Veranos. En octubre de 2014,  hable en HSBC y RBS. Participe en el simposio internacional del Banque de Francia. Sea también el keynote hablante en el 2014 CME Conferencia junto con Ben Bernanke y Colin Powell. También ha hablado antes del Club Económico de Canadá, Soka Universidad, ProBono Economía, Analistas de Seguridad del Boston, Rabobank y el Foro Financiero Global. En Marcha 2015 sea un hablante presentado en el Egipto Conferencia de Desarrollo Económico en Sharm El-Sheikh, Egipto.  También es un colaborador a Linkedin  Influencer serie.
Le encantan los deportes y ha sido sabido de aparecer encima la televisión que lleva el suéter de su equipo de fútbol favorito, los Jets de Nueva York.
Encima 21 de enero de 2014, El-Erian dimitido de PIMCO cuando de mid-Marcha 2014. Queda un miembro de la compañía de padre es (Allianz) comité ejecutivo internacional y un advisor al tablero de administración.

## Libros
- (2008) Cuándo Mercados Collide: Estrategias de Inversión para la Edad de Cambio Económico Global, McGraw-Profesional de Cerro. ISBN 978-0-07-159281-9.